# 諾里斯冰川
諾里斯冰川（英語：Norris Glacier），是南極洲的冰川，位於維多利亞地，處於阿斯加德山脈，流經肯尼迪冰川和達比山，由新西蘭地質學家命名，現時由南極條約體系管理。